# سیارک ۶۸۴۴۸
سیارک ۶۸۴۴۸ (به انگلیسی: 68448 Sidneywolff، نامگذاری:2001SW4) شصت و هشت هزار و چهارصد و چهل و هشتمین سیارک کشف شده‌است که در ۱۸ سپتامبر ۲۰۰۱ کشف شد.